# Romanç d'Enees
El romanç d'Enees és una de les obres més importants de l'anomenada matèria de Roma medieval, on es recreaven amb codis nous les històries més importants de l'èpica grecollatina. Es tracta d'un poema francès d'uns 10000 versos octosíl·labs on es reprenen episodis de l'Eneida fent més èmfasi en les relacions amoroses del protagonista, especialment les centrades en Dido i Lavínia. La primera se centra en la passió que sent Enees i en l'amor no correspost de la cartaginesa, mentre que es presenta l'amor per Lavínia com més adient als codis del naixent amor cortès, essent la força que li permet dur a terme la seva missió i enfrontar-se al seu rival. Escrit al segle xii (al voltant de 1160 segons les atribucions dels manuscrits), va esdevenir una font d'inspiració per a la literatura cavalleresca posterior. Malgrat que la trama neix en Virgili, el tractament de l'amor correspon al model d'Ovidi, per exemple les metàfores beuen de les fonts romanes i es descriuen els símptomes de l'amor com una malaltia.